# أليش كريشان
أليش كريشان Aleš Križan (مواليد 25 يوليو 1971)، هو مدافع كرة قدم سلوفيني اعتزل اللعب. لعب كريشان بشكل ملحوظ في إنجلترا لصالح بارنسلي بعد أن انضم إليه من ماريبور. لعب في الدوري الممتاز 1997-98 مع نادي ساوث يوركشاير، وظهر في 12 مباراة كبداية. ومع ذلك، فقد أُبعدوا بعد ذلك الموسم، ولم يلعب سوى مباراة واحدة أخرى في الدوري في الموسمين التاليين لبارنسلي  بعد أن أصبح جون هندري المدير الفني. كما كان قد تعرض لكسر إحدى ساقيه في بداية الموسم.
ترك الفريق في عام 2000، بعد وقت قصير من خسارة زملائه في المباراة النهائية أمام إبسويتش تاون.
بعد اعتزاله كرة القدم الاحترافية، لعب كرة القدم للهواة في النمسا لصالح إس في ويلدون ويو إس في ميترسدورف.
تم تتويج كريتشان 25 مرة مع المنتخب السلوفيني بين عامي 1993 و 1998.

## روابط خارجية
- أليش كريشان على Soccerbase
- أليش كريشان على فرق كرة القدم الوطنية.كوم
- NZS profile باللغة السلوفينية